# زبان‌های چینی-تبتی
زبان‌های چینی-تبتی یا ترا-هیمالیا یک خانوادهٔ زبانی متشکل از بیش از ۴۰۰ زبان و دومین خانواده پرگویشور پس از هندواروپایی است. اکثریت قریب به اتفاق سخنوران این خانواده به زبان‌های چینی سخن می‌گویند. دیگر زبان‌های پرگویشور این خانواده برمه‌ای (۳۳ میلیون) و تبتی (۶ میلیون) هستند. سایر زبان‌های این خانواده در هیمالیا، جنوب شرق آسیا و فلات تبت تکلم می‌شوند. اکثر این زبان‌ها در مناطق کوهستانی دور افتاده دارای اجتماعات گفتاری کوچک هستند و به همین ترتیب مستندات ضعیفی دارند.
زیرگروه‌های پایینی پرشماری از این خانواده بازسازی شده‌اند اما بازسازی یک نیازبان برای کل خانواده هنوز در سطوح اولیه باقی مانده و بنابرین ساختار زیرگروه‌های بالاتر چینی-تبتی هنوز ناشناخته است. گرچه به‌طور سنتی این خانواده به دو شاخه چینی و تبتی-برمه‌ای تقسیم می‌شوند، منشأ مشترک زبان‌های غیرچینی هنوز اثبات نشده‌است. درحالی که زبان‌شناسان چینی زبان‌های کرا-دای و همونگ-مین را جزء خانواده چینی-تبتی به‌شمار می‌آورند، سایر زبان‌شناسان از دهه ۱۹۴۰ آن‌ها را از این خانواده خارج کرده‌اند. از این خانواده پیوندهای متعددی با خانواده‌های زبانی دیگر ارائه شده‌است، اما هیچ‌یک از آنها پذیرش گسترده‌ای ندارند.
زبان‌های چین (انگلیسی: Languages of China) زبان‌هایی هستند که در چین صحبت می‌شوند. زبان غالب در چین که به هفت گروه زبان اصلی (که به دلایل سیاسی به عنوان لهجه تقسیم‌بندی می‌شوند) تقسیم می‌شود، به عنوان هانیو (چینی ساده شده: 汉语؛ چینی سنتی: 漢語؛ پینین: هاننی) شناخته می‌شود و به عنوان یک رشته علمی مجزا در چین در نظر گرفته شده و مطالعه می‌شود. هانیو یا زبان هان، هشت گونه اصلی را شامل می‌شود که از نظر ساخت‌شناسی واژگانی و آوایی از یکدیگر به حدی متفاوت هستند که اغلب از نظر متقابل برای گویشوران خود غیرقابل درک خواهند بود شبیه زبان انگلیسی و زبان آلمانی یا زبان دانمارکی. زبان‌هایی که بیشتر مورد مطالعه و پشتیبانی دولت قرار گرفته‌اند شامل زبان چینی، زبان مغولی، زبان تبتی، زبان اویغوری و زبان ژوانگ است. چین ۳۰۲ زبان زنده دارد که در اتنولوگ ذکر شده‌است. بر اساس برآوردها در سال ۲۰۱۰ میلادی ۹۵۵ میلیون نفر از جمعیت ۱۳۴۰ میلیون نفری چین به گونه‌های مختلف زبان ماندارین به عنوان زبان اول صحبت می‌کنند که در حدود ۷۱ درصد جمعیت این کشور می‌باشند.

## پراکندگی
نسبت شمار سخنوران زبان اول شاخه‌های بزرگتر چینی-تبتی
بیشتر گسترش امروزی زبان‌های چینی-تبتی نتیجه گسترش تاریخی سه گروه با بیشترین سخنور این خانواده (چینی‌ها، برمه‌ای‌ها و تبتی‌ها) و جایگزینی آن‌ها تعداد ناشناخته‌ای از زبان‌های پیشین شده‌است. این گروه‌ها همچنین طولانی‌ترین سنت‌های ادبی خانواده را دارند. سایر زبان‌ها در مناطق کوهستانی، در امتداد دامنه‌های جنوبی هیمالیا، توده جنوب شرقی آسیا و لبه شرقی فلات تبت تکلم می‌شوند.

### زبان‌های معاصر
زبان‌های چینی با ۱٫۳ میلیارد گویشور بزرگترین شاخه این خانواده هستند که بیشتر آن‌ها در نیمه شرقی چین زندگی می‌کنند. کهن‌ترین آثار موجود به چینی به کتیبه‌های جیا گو ون مربوط به ۱۲۰۰ سال پیش از میلاد، هنگامی که چینی کهن در اطراف میانه رود زرد صحبت می‌شد، بازمی‌گردد. از آن زمان چینی‌ها در سراسر چین پراکنده شدند و خانواده ای را تشکیل دادند که تنوع آن با زبان‌های رومی‌تبار مقایسه شده‌است. تنوع در زمین‌های ناهموار جنوب شرقی چین نسبت به دشت شمال چین بیشتر است.
برمه‌ای زبان ملی میانمار و زبان اول حدود ۳۳ میلیون نفر است. سخنوران برمه‌ای ابتدا در اوایل قرن ۹ میلادی، هنگامی که دولت‌شهرهای پیو با حمله‌های نانشائو ضعیف شده بودند، از غرب یون‌نان امروزی وارد حوضه ایراوادی شمالی شدند. دیگر زبان‌های برمه‌ای هنوز در بخش دهونگ در غرب دور یون‌نان تکلم می‌شوند. تا قرن یازدهم میلادی، پادشاهی پاگان آن‌ها در کل حوضه گسترش یافته بود. قدیمی‌ترین متون این زبان، مانند کتیبه میازدی، از اوایل قرن دوازدهم میلادی هستند.
زبان‌های تبتی توسط حدود ۶ میلیون نفر در فلات تبت و مناطق همجوار در هیمالیا و سیچوآن غربی تکلم می‌شوند. آن‌ها از تبتی باستان که تا پیش از گسترش امپراتوری تبت در قرن هفتم، در دره یارلونگ سخن گفته می‌شد، ریشه گرفته‌اند. اگرچه این امپراتوری در قرن ۹ سقوط کرد اما تبتی کلاسیک به عنوان زبان مقدس مذهب بودیسم تبتی همچنان کاربرد دارد.
دیگر زبان‌های این خانواده در مناطق پرارتفاع صحبت می‌شوند. جنوبی‌ترین زبان‌ها کارنی هستند که توسط ۴ میلیون نفر در تپه‌های در امتداد مرز میانمار و تایلند صحبت می‌شوند. بیشترین تنوع این زبان در تپه‌های کارن وجود دارد که گمان می‌رود موطن این گروه باشد. ارتفاعات بلند از شمال شرقی هند تا شمال میانمار حاوی بیش از ۱۰۰ زبان متنوع و متنوع چینی-تبتی است. سایر زبان‌های چینی-تبتی در امتداد دامنه‌های جنوبی هیمالیا، جنوب غربی چین و شمال تایلند یافت می‌شوند.

## واژگان
در جدول زیر نمونه‌ای از واژگان این خانواده ارائه شده‌است.
| فارسی  | چینی کهن      | تبتی باستان | برمه‌ای باستان | جینگ‌پو  | گارو    | لیمبو  | کانائوری |
| ------ | ------------- | ----------- | ------------- | ------- | ------- | ------ | -------- |
| «یک»   | 一 *ʔjit      | –           | ac            | –       | –       | –      | id       |
| «یک»   | 隻 *tjek «تک» | gcig        | tac           | –       | –       | thik   | –        |
| «دو»   | 二 *njijs     | gnyis       | nhac          | –       | gin-i   | nɛtchi | niš      |
| «سه»   | 三 *sum       | gsum        | sumḥ          | mə̀sūm   | git-tam | sumsi  | sum      |
| «چهار» | 四 *sjijs     | bzhi        | liy           | mə̀lī    | bri     | lisi   | pə:      |
| «پنج»  | 五 *ŋaʔ       | lnga        | ṅāḥ           | mə̀ŋā    | boŋ-a   | nasi   | ṅa       |
| «شش»   | 六 *C-rjuk    | drug        | khrok         | krúʔ    | dok     | tuksi  | țuk      |
| «هفت»  | 七 *tsʰjit    | –           | khu-nac       | sə̀nìt   | sin-i   | nusi   | štiš     |
| «هشت»  | 八 *pret      | brgyad      | rhac          | mə̀tshát | cet     | yɛtchi | rəy      |
| «نه»   | 九 *kjuʔ      | dgu         | kuiḥ          | cə̀khù   | sku     | –      | sgui     |
| «ده»   | 十 *gjəp      | –           | kip           | –       | –       | gip    | –        |
| «ده»   | –             | bcu         | chay          | shī     | ci-kuŋ  | –      | səy      |